# Girl Happy (sang)
"Girl Happy" er en komposition af Doc Pomus og Norman Meade og er indsunget af Elvis Presley. "Girl Happy" var titelnummer til Elvis Presley-filmen Girl Happy fra 1965. Sangen blev indspillet af Elvis hos Radio Recorders i Hollywood den 10. juni 1964.
Sangen blev ikke udsendt på singleplade, men udkom i april 1965, cirka på samme tid som filmens premiere, på en LP-plade med soundtracket fra filmen. Soundtracket hed ligeledes Girl Happy.
"Girl Happy" er endvidere på CD'en fra 18. juli 1995 Command Performances – The Essential 60's Masters, vol. 2, som er en samling af de bedre af Elvis' filmsange fra hans 31 spillefilm.

## Besætning
Folkene bag sangen er:
- Elvis Presley, sang
- Scotty Moore, guitar
- Tiny Timbrell, guitar
- Floyd Cramer, klaver
- Dudley Brooks, klaver
- Bob Moore, bas
- Ray Siegel, bas
- D.J. Fontana, trommer
- Murray 'Buddy' Harman, trommer
- Hal Blaine, trommer
- Frank Carlson, trommer
- Homer "Boots" Randolph, saxofon
- The Jordanaires, kor
- The Carole Lombard Trio, kor
- The Jubilee Four, kor